# Johanna Schindler
Johanna Schindler (* 8. Juni 1994 in Wien) ist eine ehemalige österreichische Handballspielerin, die dem Kader der österreichischen Nationalmannschaft angehörte.

## Karriere
Johanna Schindler lief ab dem Jahre 2001 für den österreichischen Verein Union Korneuburg auf. Mit der Damenmannschaft von Union Korneuburg nahm sie in den Spielzeiten 2011/12, 2012/13 und 2013/14 am Europapokal der Pokalsieger sowie am EHF Challenge Cup teil. Weiterhin wurde die Allrounderin mit Korneuburg in der Saison 2015/16 Vizemeisterin und stand im Finale des ÖHB-Cups. Im Sommer 2016 wechselte die Rechtshänderin zum deutschen Bundesligisten Frisch Auf Göppingen. Ab der Saison 2020/21 stand sie beim österreichischen Erstligisten Hypo Niederösterreich unter Vertrag. Mit Hypo gewann sie 2021, 2022 und 2023 sowohl die österreichische Meisterschaft als auch den ÖHB-Cup. Am 24. Mai 2023 erklärte sie nach dem WHA-Finale im Interview ihr Karriereende.
Schindler gehörte dem Kader der österreichischen Nationalmannschaft an. Schindler bestritt 73 Länderspiele, in denen sie 56 Treffer erzielte.